# Giovanni D'Alessandro
Giovanni D'Alessandro (Ravenna, 1955) è uno scrittore italiano.

## Biografia
È nato a Ravenna da famiglia abruzzese di Sulmona e risiede a Pescara. Laureato in legge, esordisce nel 1996 con il romanzo Se un Dio pietoso, finalista ai premi di Viareggio e Palazzo di Bosco e vincitore dei Premi Penne-Mosca e Convegni Maria Cristina. Il libro viene tradotto in diverse lingue.
Appassionato d'arte e di letteratura anglosassone, D'Alessandro vince il Premio Scanno nel 2005 con I fuochi dei kelt, romanzo che narra l'epopea dei Celti durante l'invasione dei romani di Giulio Cesare. A due anni di distanza, pubblica per Rizzoli La puttana del tedesco (2006), in cui racconta una struggente storia d'amore nell'Abruzzo occupato dai nazisti. Nel recensirlo, Ferdinando Castelli riconosce nell'opera "saldezza di struttura, armoniosa fusione di storia e d'invenzione, sensibilità poetico-narrativa, acutezza d'indagine psicologica, capacità di coinvolgere il lettore nelle vicende narrate". Il libro gli fa ottenere il Premio Fenice Europa 2007.
La fine del primo decennio del secolo si rivela particolarmente creativa per D'Alessandro, che è di nuovo nelle librerie nel 2008 con il suo primo libro di racconti, Il guardiano dei giardini del cielo, vincitore del Premio Maiella, e con le opere Sulle rovine di noi (2009) e Soli (2011). Sempre per Edizioni San Paolo, l'autore pubblica nel 2013 La tana dell'odio.
Vive e lavora a Pescara.

## Opere
- Se un Dio pietoso, Donzelli Editore, 1996
- I fuochi dei kelt, Mondadori, 2004
- La puttana del tedesco, Rizzoli, 2006
- Il guardiano dei giardini del cielo, Edizioni San Paolo, 2008
- Sulle rovine di noi, Edizioni San Paolo, 2009
- Soli, Edizioni San Paolo, 2011
- La tana dell'odio, Edizioni San Paolo, 2013